# العلاقات المغربية الشمال مقدونية
العلاقات المغربية الشمال مقدونية هي العلاقات الثنائية التي تجمع بين المغرب وشمال مقدونيا.

## مقارنة بين البلدين
هذه مقارنة عامة ومرجعية للدولتين:
| وجه المقارنة                                              | المغرب                                 | شمال مقدونيا                                               |
| --------------------------------------------------------- | -------------------------------------- | ---------------------------------------------------------- |
| المساحة (كم2)                                             | 710.85 ألف                             | 25.71 ألف                                                  |
| عدد السكان (نسمة)                                         | 36.07 مليون                            | 2.08 مليون                                                 |
| الكثافة السكانية (ن./كم²)                                 | 50.74                                  | 80.9                                                       |
| العاصمة                                                   | الرباط                                 | إسكوبية                                                    |
| اللغة الرسمية                                             | اللغة العربية، أمازيغية معيارية مغربية | اللغة المقدونية، اللغة الألبانية                           |
| العملة                                                    | درهم مغربي                             | دينار مقدوني                                               |
| الناتج المحلي الإجمالي (بليون دولار)                      | 109.14 مليار                           | 11.34 مليار                                                |
| الناتج المحلي الإجمالي (تعادل القوة الشرائية) بليون دولار | 274.06 مليار                           | 29.26 مليار                                                |
| الناتج المحلي الإجمالي الاسمي للفرد دولار أمريكي          | 2.88 ألف                               | 4.85 ألف                                                   |
| الناتج المحلي الإجمالي للفرد دولار أمريكي                 | 7.49 ألف                               | 16.25 ألف                                                  |
| مؤشر التنمية البشرية                                      | 0.628                                  | 0.747                                                      |
| رمز المكالمات الدولي                                      | +212                                   | +389                                                       |
| رمز الإنترنت                                              | .ma                                    | .mk                                                        |
| المنطقة الزمنية                                           | ت ع م+01:00                            | توقيت وسط أوروبا، ت ع م+01:00، ت ع م+02:00، أوروبا/سكوبيه ‏ |

## منظمات دولية مشتركة
يشترك البلدان في عضوية مجموعة من المنظمات الدولية، منها:
| علم المنظمة | اسم المنظمة                               | تاريخ انضمام المغرب | تاريخ انضمام شمال مقدونيا |
| ----------- | ----------------------------------------- | ------------------- | ------------------------- |
|             | مؤسسة التنمية الدولية                     | 29 ديسمبر 1960      | 25 فبراير 1993            |
|             | يونسكو                                    | 7 نوفمبر 1956       | 28 يونيو 1993             |
|             | وكالة ضمان الاستثمار متعدد الأطراف        | 17 سبتمبر 1992      | 19 مارس 1993              |
|             | الأمم المتحدة                             | 12 نوفمبر 1956      | 8 أبريل 1993              |
|             | الاتحاد البريدي العالمي                   | ?                   | ?                         |
|             | البنك الدولي للإنشاء والتعمير             | 25 أبريل 1958       | 25 فبراير 1993            |
|             | الاتحاد الدولي للاتصالات                  | 1 نوفمبر 1956       | 4 مايو 1993               |
|             | منظمة حظر الأسلحة الكيميائية              | ?                   | ?                         |
|             | مؤسسة التمويل الدولية                     | 30 أغسطس 1962       | 25 فبراير 1993            |
|             | المركز الدولي لتسوية المنازعات الاستشارية | 10 يونيو 1967       | 26 نوفمبر 1998            |
|             | منظمة التجارة العالمية                    | 1995                | ?                         |
|             | منظمة الشرطة الجنائية الدولية             | ?                   | ?                         |

- أكدت جمهورية مقدونيا الشمالية أنها “تعتبر مخطط الحكم الذاتي الذي تقدم به المغرب في 2007، الأساس الوحيد لتسوية هذا النزاع”.[20][21][22] هذا الموقف تم التعبير عنه في الإعلان المشترك الموقع من قبل وزير الشؤون الخارجية والتعاون الإفريقي والمغاربة المقيمين بالخارج، ناصر بوريطة، ووزير الشؤون الخارجية والتجارة الخارجية لجمهورية مقدونيا الشمالية، تيمتشو موتسونسكي، وذلك قي أعقاب لقائهما اليوم الاثنين 21 يوليوز 2025 في سكوبي.[20][21][22] وجاء في هذا الإعلان المشترك أن موتسونسكي “جدد التأكيد على دعم بلاده طويل الأمد للمسلسل الذي تقوده الأمم المتحدة من أجل التوصل إلى حل سياسي، عادل ودائم ومقبول من لدن الأطراف”.[20][21][22]

## وصلات خارجية
- موقع وزارة الخارجية المغربية